# Emil Schmid (Botaniker)
Emil Schmid (* 18. Februar 1891 in Cannstatt; † 11. Juni 1982 in Marin-Epagnier, reformiert, heimatberechtigt in St. Gallen) war ein Schweizer Botaniker. 
Sein botanisches Autorenkürzel lautet „Em.Schmid“.

## Leben
Emil Schmid, Sohn des Kaufmanns und Schweizer Konsuls Wilhelm Schmid und der Maria geborene Koch, Abiturient in Nürnberg, belegte zwischen 1911 und 1919 die Studien der Zoologie und Botanik an der Universität Zürich. 1922 wurde er dort zum Dr. phil. promoviert.
Nach einem längeren Aufenthalt in Italien trat Emil Schmid 1931 die Stelle als Kustos am Institut für systematische Botanik der Universität Zürich an, die er bis 1956 innehatte. Dazu habilitierte Schmid 1935 in Zürich für Botanik, wo er zunächst als Privatdozent, von 1944 bis 1961 als Titularprofessor mit Lehrtätigkeit wirkte. Zusätzlich bekleidete er in den Jahren 1958 und 1959 eine Botanikprofessur an der Universität Istanbul.
Emil Schmid – er unternahm Forschungsreisen in das Mittelmeergebiet, die Türkei sowie nach Mexiko – steuerte wertvolle Beiträge zur grossräumigen Vegetationscharakterisierung und -kartierung bei. Schmid erstellte unter anderem die 1949 veröffentlichte Vegetationskarte der Schweiz.
Emil Schmid – er heiratete 1921 Margareta, die Tochter des Ingenieurs Edmund Gams – verstarb 1982 in seinem 92. Lebensjahr. 

## Schriften
- Vegetationsstudien in den Urner Reusstälern, Brügel, 1923
- Die Reliktföhrenwälder der Alpen: mit 6 Tafeln, einer vielfarbigen Karte, einem mehrfarbigen Profil und mehreren Textfiguren und Tabellen, Bände 21-23, Huber, Bern, 1936
- Die natürliche Vegetationsgliederung des Kantons Zürich, Büchler, 1939
- Vegetationsgürtel und Biocoenose, Dr. E. Schmid, 1941
- Prinzipien der natürlichen Gliederung der Vegetation des Mediterrangebietes, Büchler, Bern, 1949